# Alexander Giese
Alexander M. Giese (* 21. November 1921 in Wien; † 19. Jänner 2016 ebenda) war ein österreichischer Schriftsteller und bekannter Freimaurer.
Alexander Giese war Mitarbeiter des ORF, Autor von Prosa, Lyrik, Film und Hörspiel. Von 1990 bis 1997 war er Präsident des Österreichischen P.E.N.-Clubs und 1975 bis 1986 Großmeister der Großloge von Österreich. 1982 wurde ein neonazistischer Anschlag auf ihn verübt.

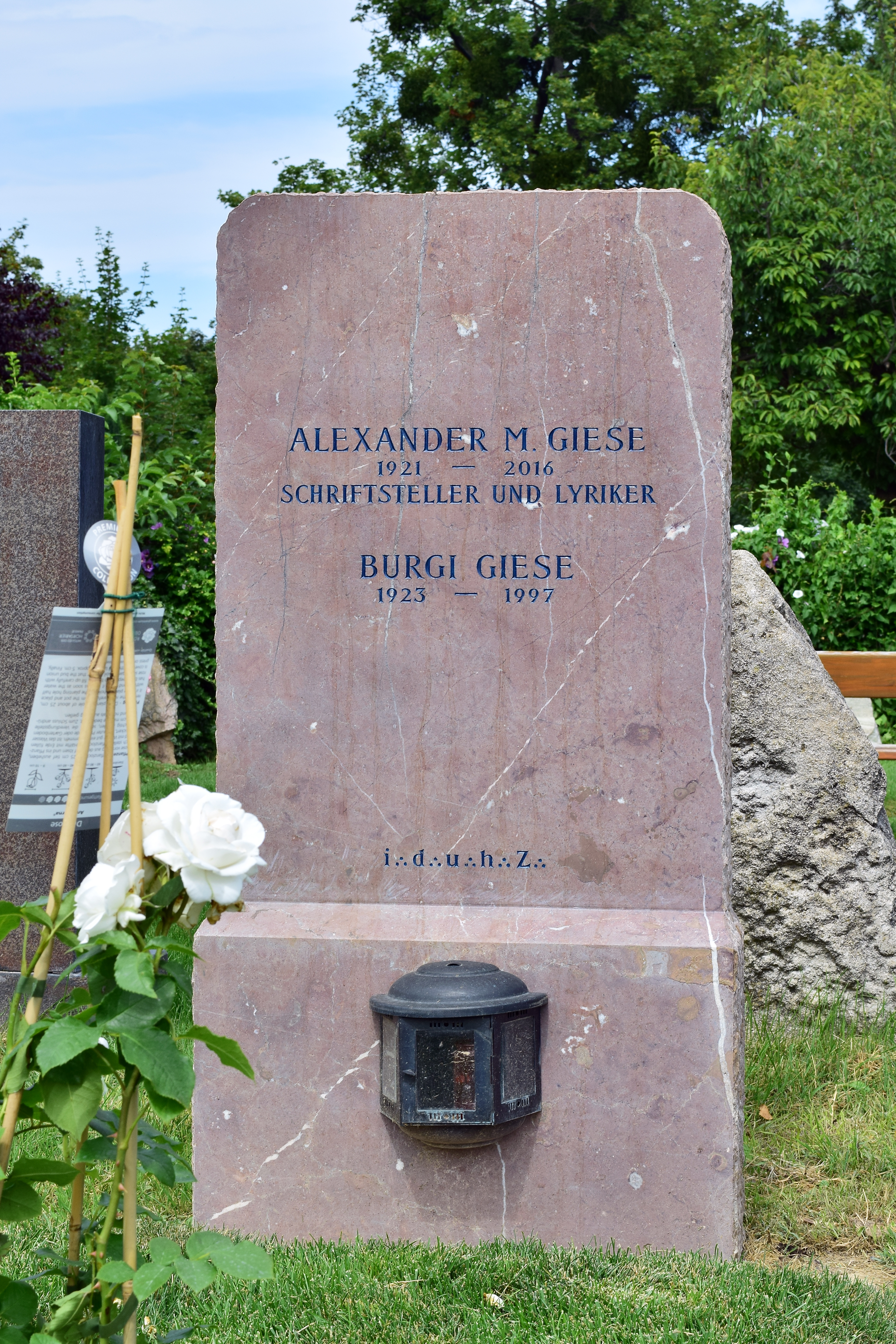
Ehrenhalber gewidmetes Grab auf dem Wiener Zentralfriedhof

Giese verstarb am 19. Jänner 2016 mit 94 Jahren in Wien und wurde in einem ehrenhalber gewidmeten Grab auf dem Wiener Zentralfriedhof (Gruppe 40, Nummer 196) bestattet.

## Werke
- Zwischen Gräsern der Mond. Lyrik. 1963.
- Wie ein Fremder im Vaterland. Roman. 1973.
- Shakespeare Sonette. übersetzt von Alexander Giese. 1975.
- Wie Schnee in der Wüste. Roman. 1976.
- Geduldet Euch Brüder. Roman. 1979, ISBN 3-552-03121-9.
- Lerida oder Der lange Schatten. Roman. 1983.
- Pandorens Wiederkunft. Dramatisches Gedicht. 1986.
- Herausgeber des Reprints Journal für Freimaurer. 1988. (Loge „Zur wahren Eintracht“)
- Die Freimaurer. Sachbuch. 1991.
- Bilder außer der Zeit – Peter Proksch. Essay im Bild- und Textband. 1991.
- Licht der Freiheit. Roman. 1993.
- Die Mitten der Welt: Innviertler und andere Geschichten. Kurzgeschichten. 1994, ISBN 3-85068-429-6.
- Reich ohne Geld. Essayband. 2005, ISBN 3-902404-18-3.
- Freimaurer heute – Lebens- und Geisteshaltung der Freimaurer. Sachbuch. 2007.
- Nachlese. Gedichte. Aumayer Druck & Verlag, Munderfing 2007, ISBN 978-3-9502174-5-2.
- Die Geschichte von Daidalos und Ikaros. Aumayer Druck & Verlag, Munderfing 2010, ISBN 978-3-9502805-2-4.
- Shakespeare Sonette. Aumayer Druck & Verlag, Munderfing 2013, ISBN 978-3-902923-01-1.
- Macht und Ohnmacht des Geistes. Schriften aus dem Nachlass. Hrsg. von Susanne Dobesch-Giese und Helmuth A. Niederle. edition pen im Löcker Verlag, Wien 2018, ISBN 978-3-85409-938-3.
- Manchmal denk ich, wär‘ ich doch ein andrer. Gesammelte Gedichte. Hrsg. Helmuth A. Niederle. edition pen im Löcker Verlag, Wien 2021, ISBN 978-3-99098-112-2.